# 자살 클럽
《자살 클럽》(自殺サークル 지사츠 사쿠루[*], Suicide Club)은 소노 시온 감독의 2002년 일본 영화이다. 일본에서 유행한 집단 자살을 주제로 한 작품으로 감독의 영화 《노리코의 식탁》 (2006년)의 전일담이다.

## 줄거리
신주쿠 역 승강장에서 여고생 56명이 서로 손을 잡고 선로로 뛰어들어 자살하는 사건이 일어난다. 사건이 일어난 후 전국적 이런 사건이 늘어나는데, 조사 결과 원인은 인터넷이라고 밝혀진다.

## 출연진
- 이시바시 료 - 형사 쿠로다
- 나가세 마사토시 - 형사 시부사와
- 사토 타마오 - 간호사 카와구치 요코
- 노무라 타카시 - 경비원
- 호쇼 마이 - 간호사 사와다 아츠코
- ROLLY - 제네시스
- 카몬 요코 - 코모리
- 하기와라 사야 - 미츠코
- 요 키미코 - 쿠로다
- 사코 히데오 - 형사 하기타니
- 마로 아카지 - 형사 무라타

## 같이 보기
- 모모이 하루코
- 해프닝 (영화)